# Pierre Bourbotte
Pour les articles homonymes, voir Bourbotte.
Pierre Bourbotte, né le 5 juin 1763 à Vault-de-Lugny et guillotiné le 17 juin 1795 à Paris, est un député de l'Yonne à la Convention nationale.

## Biographie
Fils de Charles-André Bourbotte, bourgeois, et de Madeleine de Salines, fille d'un officier de dragons, Bourbotte voit le jour dans un village de vignerons et d'artisans où il vit jusqu'à l'âge de 14 ans. Placé alors au collège des Doctrinaires d'Avallon, il obtient le grade de bachelier ès-arts en août 1785 et se lie d'amitié avec le futur maréchal Davout, son cadet de sept ans.
Après le décès de son beau-frère, secrétaire du gouverneur du château de Brunoy (propriété du comte de Provence), il lui succède dans ce poste, qu'il conserve jusqu'à la fuite de Louis XVI et son arrestation à Varennes et l'émigration du comte de Provence.
Favorable au mouvement révolutionnaire, il est élu administrateur du département de l'Yonne le 5 septembre 1791, puis député à la Convention le 7 septembre 1792. Admis au Club des jacobins, il siège sur les bancs de la Montagne et devient membre de la Commission des marchés militaires. Il se fait remarquer par son ardeur révolutionnaire, demandant dès le 16 octobre 1792 un prompt jugement de Louis XVI, demande qu'il renouvelle le 6 décembre.
Lors du procès de Louis XVI, il vote pour la culpabilité, contre l'appel au peuple, pour la mort, sans sursis.
Envoyé en mission à Orléans avec Matthieu, puis Julien de Toulouse et Prieur de la Marne, par décret de la Convention du 18 mars 1793, afin d'y examiner la conduite des chefs de la légion germanique, accusés d'incivisme, et enquêter sur l'attentat supposé commis sur Léonard Bourdon, il est également nommé à Tours avec Julien par décret du 4 mai. Enfin, un décret du 7 mai l'autorise à rester deux semaines pour seconder les travaux des représentants aux armées.
Il est absent lors du scrutin sur la demande de mise en accusation de Marat, mais écrit que, s'il avait été présent à la séance, il aurait voté contre le décret d'accusation.
Passé directement à la mission suivante, il rejoint au plus tard le 18 mai l'armée des côtes de La Rochelle, auprès de laquelle il est officiellement nommé par décret du 22 juin. Puis un décret l'envoie le 19 juillet à l'armée des côtes de Brest, ordre annulé par décret du 1er août. Il passe ensuite à l'armée de l'Ouest avec Carrier, Francastel et Turreau par décret du 13 octobre. En Vendée, il se signale par son courage. À la prise de Saumur par les Vendéens, son cheval est tué sous lui. Bourbotte, entouré d'ennemis, se défend seul et tue plusieurs hommes ; il va succomber, lorsque Marceau, alors simple officier, arrive à temps avec quelques soldats, et parvient à le délivrer. La Convention, mise au courant de cet épisode le 13 juin 1793, recommande Marceau au Ministre de la guerre pour qu'il l'élève à un rang supérieur. Exténué de fatigue, Bourbotte tombe malade après la reprise de Noirmoutier, en janvier 1794, et demande son rappel à Barère.
Lors de cette reprise de Noirmoutier, il fait exécuter avec les représentants du gouvernement Pierre-Louis Prieur et Louis Turreau, malgré la protestation du général Haxo, une garnison de 1 800 personnes, dont le général vendéen Maurice d'Elbée (qui avait quelque temps plus tôt gracié 400 prisonniers républicains). Les troupes vendéennes s'étaient pourtant rendues sous promesse d'avoir la vie sauve par Haxo, considéré comme un officier loyal, qui avait déclaré : « Je commande des Français contre des Français insurgés et puisque je peux épargner le sang des uns et des autres, je vous déclare que je promets la vie sauve aux Royalistes qui se rendront ».
De retour à l'armée de l'Ouest par arrêté du Comité de salut public du 22 floréal an II (11 mai 1794), celui-ci le charge, dans une lettre datée du 12 prairial (31 mai), de conduire une division de cette armée aux armées du Rhin et de la Moselle, auprès desquelles, avec Goujon et Hentz, il participe à la conquête du Palatinat, où il montre la même intrépidité. Le 26 août 1794, il annonce à la Convention la prise de Rheinfels, de Bingen et de Trèves. Rappelé par le Comité de salut public le 18 brumaire an III (8 novembre 1794), il vote la mise en accusation de Carrier, en précisant: « S'il commit des crimes, ils furent ceux de l'erreur et d'un patriotisme délirant »,.
Resté fidèle à la Montagne sous la Convention thermidorienne, il combat la faction dominante. Après l'échec de l'insurrection du 12 germinal an III (1er avril 1795) et le décret déportant les membres des comités de gouvernement de l'an II, Bourbotte est l'un des 52 députés de gauche assez courageux pour signer la demande d'appel nominal. Le 1er prairial (20 mai 1795), il demande, lors de l'invasion de la Convention par les insurgés, « l'arrestation de tous les folliculaires qui ont empoisonné l'esprit public » et l'abolition de la peine de mort, sauf pour les émigrés et les fabricants de faux assignats. Il est élu membre de la commission extraordinaire chargée de remplacer le Comité de sûreté générale.
Après l'échec de l'insurrection, il est arrêté, sur la dénonciation de Delahaye, ancien girondin, et décrété d'accusation en même temps que Romme, Duroy et quelques autres Crêtois. Conduit au château du Taureau, dans la baie de Morlaix, avec sept autres députés, il est ramené avec eux — sauf Le Carpentier — à Paris, où il est traduit devant une commission spéciale militaire installée à l'Hôtel de Ville, qui le condamne à mort. Au sortir du tribunal, il s'écrie : « Voilà comme l'homme libre sait se soustraire à l'échafaud de la tyrannie », et tente de se suicider avec un poignard avec d'autres condamnés. Couvert de sang, mais vivant, il est conduit sur l'échafaud avec Duroy et Soubrany, qui comme lui ont survécu à leur blessure, et guillotiné.

## Famille
Marié à Marie-Antoinette-Sophie Grare, il a avec elle un fils, Alphonse. Il a également élevé un orphelin vendéen, Pierre Jarry, recueilli après la bataille de Savenay.